# Ommatius nanus
Ommatius nanus är en tvåvingeart som beskrevs av Walker 1851. Ommatius nanus ingår i släktet Ommatius och familjen rovflugor. Inga underarter finns listade i Catalogue of Life.